# 16-亚甲基-6-脱氢-17α-羟孕酮
16-亚甲基-6-脱氢-17α-羟孕酮（英語： 或 Methenmadinone、deacetylsuperlutin）是一种人工合成的甾体有机化合物，化学式C22H28O2，用作孕激素類药物，从未上市销售。